# Parc national Lauwersmeer
Le parc national Lauwersmeer (en néerlandais Nationaal Park Lauwersmeer) est un parc national des Pays-Bas, situé dans les provinces de Groningue et de Frise.
Il comprend les parties méridionales et orientales du Lauwersmeer (anciennement Lauwerszee). La plus grande partie du lac est navigable, mais certaines zones comme Achter de Zwarten (littéralement : « derrière les Noirs »), le Hoornse gat (trou de Hoorn), le Vlinderbalg, le Jaap Deensgat, le Babbelaar, le Simonsgat (trou de Simon) et le Blikplaatgat sont interdites.

## Historique
Le 25 mai 1969, le golfe Lauwerszee a été fermé et séparé de la mer des Wadden, depuis, il a été appelé Lauwersmeer.
Le Lauwersmeer est progressivement devenu un lac d'eau douce et une flore et une faune nouvelles sont apparues.
Afin de protéger cet espace naturel et nouveau, le 12 novembre 2003 le Lauwersmeer est devenu un parc national.

## Faune et flore
L'Orchidée tachetée et la Parnassia sont endémiques.
Des oiseaux rares vivant dans la région peuvent être aperçus, par exemple la spatule blanche, le busard cendré, le panure à moustaches et le gorgebleue à miroir. En hiver, des centaines de milliers d'oiseaux migrent pour survivre à l'hiver, par exemple le canard siffleur, le cygne chanteur ou la bernache nonnette. Ce parc est aussi un refuge pour des oiseaux migrateurs comme le faucon pèlerin, la barge rousse, ou des oies. Certains oiseaux viennent du parc voisin le Ezumakeeg.
Pour que la végétation ne prolifère pas trop, des grands brouteurs sont utilisés comme le konik et des bovins Highland, mais aussi des chevaux et des vaches communs.
Le lac est normalement séparé de la mer de Wadden ; toutefois, de mars à mai pendant la nuit, lorsque la mer et le lac sont au même niveau, les écluses restent ouvertes pour permettre la migration de poissons, notamment la civelle, le flet ou l'épinoche pouvant vivre en eau de mer et en eau douce.

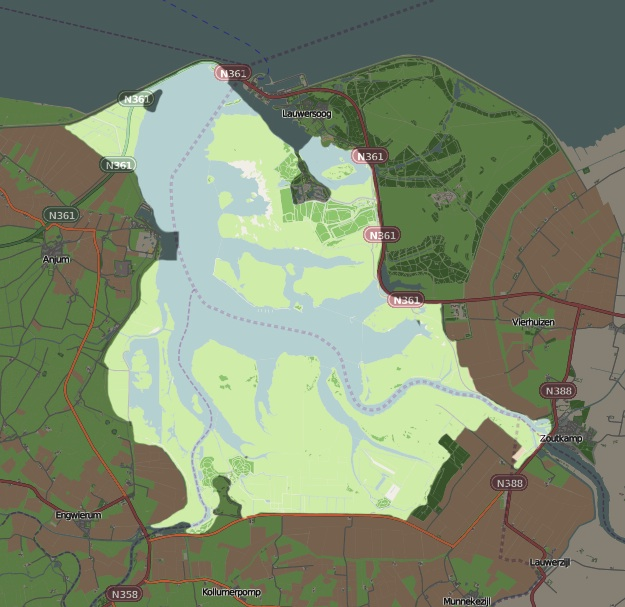
Plan du parc.